# An Thái Trung
An Thái Trung là một xã thuộc huyện Cái Bè, tỉnh Tiền Giang, Việt Nam.
Xã An Thái Trung có diện tích 19,56 km², dân số năm 1999 là 13962 người, mật độ dân số đạt 714 người/km².